# Nürnberger HTC
Der Nürnberger Hockey- und Tennis-Club, allgemein bekannt als Nürnberger HTC (kurz NHTC) ist ein Hockey- und Tennisverein aus Nürnberg, der am 29. November 1910 unter dem Namen Nürnberger Hockey-Club (kurz NHC) gegründet wurde und dessen Vereinsfarben rot und weiß sind. In der Saison 2006/2007 stiegen die 1. Hockeyherren erstmals in die Feldhockey-Bundesliga auf.

## Geschichte

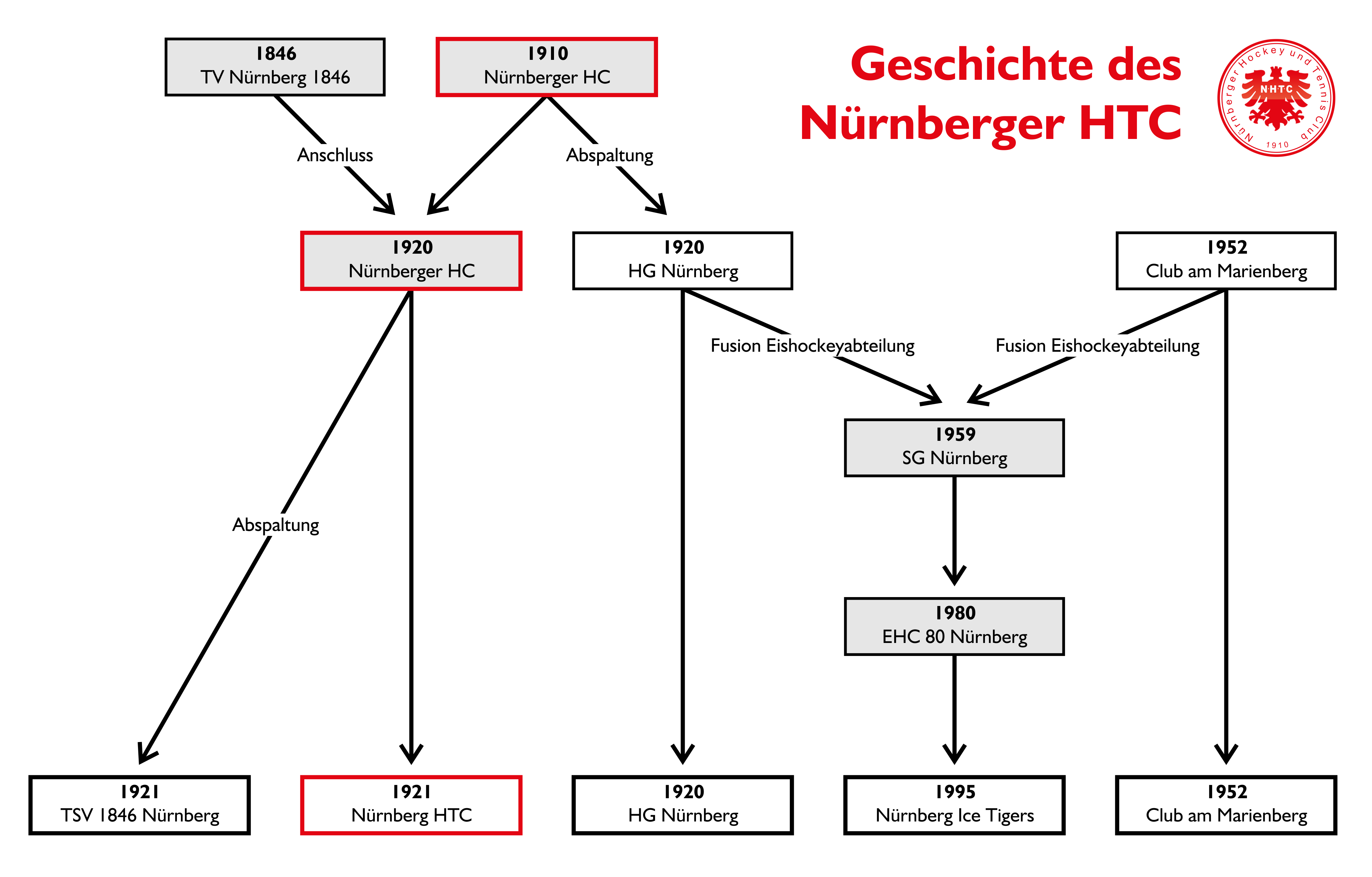
Schematische Darstellung der Vereinsgeschichte

### Gründungsjahre
Am 29. November 1910 rief Julius Richter gemeinsam mit seinem Bruder Gustav Richter auf Veranlassung Herbert Schulz-Schomburgks einige Tennisspieler und Sportinteressierte zusammen, um den Nürnberger Hockey-Club zu gründen. Karl Brochier, Otto Günther, Alpin Ruppert, Heinrich Kurz und zwei in Nürnberg weilende Engländer waren weitere Gründungsmitglieder. Da man zu Gründungszeiten, neben einer Cricket-, auch eine Eishockeymannschaft besaß, wurde der NHC schnell zum Anlaufpunkt der wachsenden Eishockeyinteressierten. Das erste offizielle Spiel bestritt man gegen den MTV München, welches man jedoch mit 0:6 verlor. Durch das kostenlose Spiel am Nürnberger Dutzendteich erlangte der Verein schnell an Popularität, weshalb man schon bald 40 aktive Mitglieder zählen konnte. Der Sportplatz Herrnhütte, den man sich zusammen mit dem FC Concordia teilte, bot eine erste sportliche Heimat. Da dieser jedoch aus Platzmangel nicht mehr den Ansprüchen des Vereins gerecht wurde, entschloss man sich 1913 eine eigenständige Anlage im Pegnitzgrund zu errichten, die zu ihren Zeiten als eine der modernsten Hockeyanlagen in ganz Süddeutschland galt. In den Folgejahren feierte der NHC mehrmals in Folge die Nordbayerische Meisterschaft sowohl im Herren-, als auch im Damen-Hockey.

### Zwischen den Weltkriegen
Um nach dem Ende des Ersten Weltkriegs den Spielbetrieb fortzuführen, der auf der eigenen Sportanlage nicht länger zu halten war, da viele Spieler nicht aus dem Krieg zurückkehrten, schloss der NHC sich dem TV Nürnberg 1846 an. Mitglieder, die sich nicht dem TV Nürnberg anschließen wollten, gründeten am 2. September 1920 die Hockey Gesellschaft Nürnberg. Trotzdem wurde der NHC 1920 Vizemeister bei der erstmals ausgetragenen Bayerischen Eishockeymeisterschaft und gewann im Feldhockey den Düsseldorfer Goldpokal und die Hamburger Silberschale. Am 22. September 1921 bereits wurde der NHC wieder ein selbständiger Verein unter dem Namen Nürnberger HTC, da jetzt auch Tennis ins offizielle Programm aufgenommen wurde und kaufte am 17. Oktober ein Sportgelände an der Rothenburger Straße. Bis zum Jahre 1928 wurden hier ein Rasenplatz, ein Übungsfeld, vier Tennisplätze und ein Clubheim errichtet, ehe man das Gelände 1935 wieder verkaufen musste, da es für Wohnungsbau benötigt wurde.
In den 1920er Jahren wurde der HTC mehrmals nordbayerischer Vizemeister im Eishockey.
Nach vielen Zwischenlösungen, wie einer Sandwüste an der Leyher Straße oder einer Wiese im Stadionbereich, ist der Verein seit 1937 an der Siedlerstraße im Osten von Nürnberg beheimatet, wo zwei Hockey-, vier Tennisplätze und ein vergrößertes Clubhaus wieder angelegt wurden. Das Gelände konnte erst nach langen und mühevollen Verhandlungen mit dem bayerischen Staat gepachtet werden. In der Saison 1939/1940 konnte sich der NHTC seine zweite Bayerische Feldhockey-Meisterschaft mit einem Sieg gegen Jahn München sichern und drang bei der anschließenden Deutschen Meisterschaft bis ins Halbfinale vor. Der anschließende Zweite Weltkrieg zerstörte jedoch wieder die sportliche Arbeit und den Verein. 28 Mitglieder kamen nicht mehr aus dem Kriegsdienst zurück.

### Nachkriegsjahre
In den Nachkriegsjahren dauerte es nicht lange bis aktive Mitglieder das Vereinsgelände wieder aufgebaut hatten, sodass schon wieder die ersten Spiele stattfanden. Nachdem am 4. März 1951 das letzte Spiel einer NHTC-Eishockeymannschaft stattfand, löste sich 1952 die Eishockeyabteilung auf, die die einzige zusammen mit der der HGN in Nürnberg war. Die Eishockeyabteilung der HGN fusionierte 1959 mit dem Club am Marienberg (CaM) zur SG Nürnberg (SGN), aus der 1980 der EHC 80 Nürnberg hervorging und anschließend die Nürnberg Ice Tigers. 1954/55 und 1955/56 erfolgten die Gewinner der 3. und 4. Bayrischen Hockey-Meisterschaft. Bis 1957 bereits erfolgte die Erweiterung des Vereinsgeländes durch drei weitere Tennisplätze, sodass ab nun sieben zur Verfügung standen und einer Vergrößerung des Clubhauses. Die Mitgliederzahl stieg in dieser Zeit auf 400. Mit dem Kauf des Club-Geländes an der Siedlerstraße im Nürnberger Stadtteil Zerzabelshof am 23. Dezember 1957 vom Land Bayern wurde ein wichtiger Meilenstein gesetzt.
Nach dem Gewinn der 5. Bayerischen Hockeymeisterschaft, entschloss man sich mit den Einnahmen aus den 1961 auf einer Mitgliederversammlung erhöhten Beitragszahlungen, die Wasch- und Duschräume zu sanieren und mit dem Umbau der Tennisanlage zu beginnen. Außerdem plante man ab 1965 den Neubau des Clubhauses, das noch von 1928 stammte und ein Holzbau war. Nach zwei Jahren Planungszeit wurde 1967 die nötige Baugenehmigung von der Stadt erteilt und man begann mit dem Bau des neuen Vereinshauses und der ersten vereinseigenen Tennishalle in Nürnberg, welche am 1. Oktober desselben Jahres eröffnet wurden. Im selben Jahr gewann man zudem die 6. Bayerische Meisterschaft.

### Jüngere Vergangenheit
Im August 1971 beschloss man mit den restlichen Bauvorhaben zum neuen Clubhaus im Oktober desselben Jahres zu beginnen und den Hockeyplatz um 90° zu drehen, um zwei weitere Tennisplätze anlegen zu können. In den 1990ern wurde durch die Entscheidung den NHTC zum Leistungszentrum des Hockeysports für Nordbayern zu machen und durch Zuschüsse vom Freistaat Bayern, dem BLSV und der Stadt Nürnberg beschlossen einen Kunstrasenplatz zu installieren und eine zweite Tennishalle zu errichten. Bis 2003 wurde der dritte Tennisplatz eröffnet und das Clubhaus umfassend renoviert sowie der zwölf Jahre alte Belag des Kunstrasenplatzes ausgetauscht. Heute verfügt der Verein über elf Tennisplätze, zwei Hallentennisplätze und einen Hockey-Kunstrasenplatz.

## Anlage
Die Anlage des Vereins befindet sich im Stadtteil Zerzabelshof im Osten von Nürnberg. Der Verein hat 11 Tennisplätze (Asche), 2 Feldhockeyplätze, eine Tennishalle und das Vereinsheim.

## Hockey

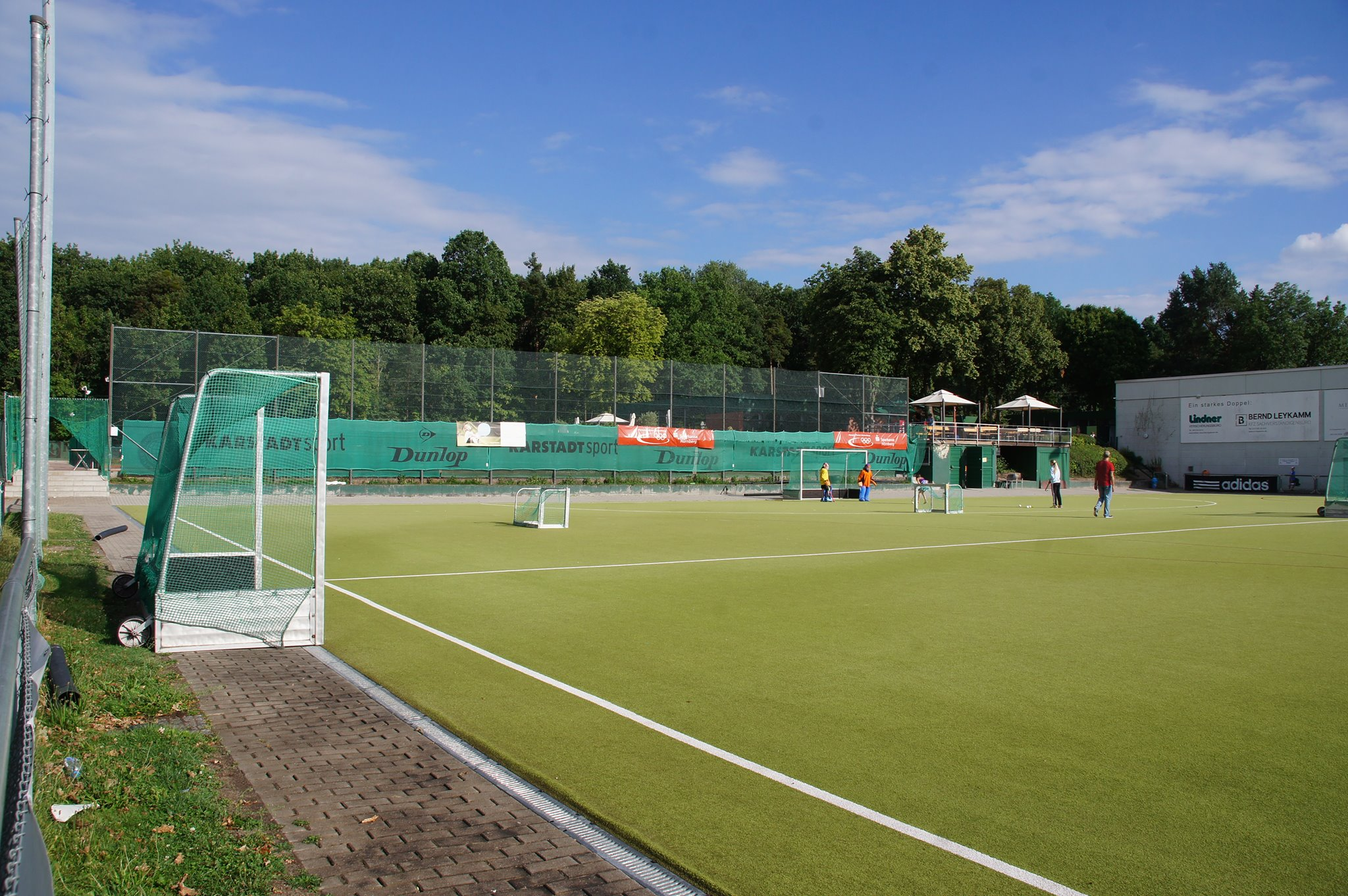
Platz 1 auf der Anlage des NHTC in Nürnberg

Die 1. Herren wurden in der Feld-Saison 2006/2007 Meister der 2. Bundesliga Süd vor dem punktgleichen Rüsselsheimer RK und stiegen in die Bundesliga auf. Beim Hallenhockey erreichte das Team 2008 den Aufstieg in die 1. Bundesliga.
Die 1. Damen spielten 2006/2007 sowohl in der Halle wie auf dem Feld in der Regionalliga Süd. 2013 gelang ihnen der Aufstieg auf dem Feld in die 2. Bundesliga aus der sie 2017 wieder abstiegen. In der Saison 2015/2016 spielten die 1. Damen ihre erste Saison in der 1. Bundesliga in der Halle, nach dem sofortigen Abstieg 2016 erfolgte 2017 der sofortige Wiederaufstieg.

### Erfolge
- Deutscher Meister (0): Halbfinale 1941
- Bayerischer Meister (6): 1920, 1940, 1955, 1956, 1961, 1967
- Nordbayerischer Meister ():
- Düsseldorfer Goldpokal (1): 1920
- Hamburger Silberschale (1): 1920

### Nationalspieler des NHTC
| Herren             | Zeitraum  | Anzahl Spiele |
| ------------------ | --------- | ------------- |
| Eduard Ringler     | 1924–1925 | 2             |
| Rudi Breitkopf     | 1953      | 1             |
| Wolfgang End       | 1960–1963 | 16            |
| Hermann End        | 1962–1969 | 15            |
| Maximilian Müller  | 2005–2014 | 188           |
| Christopher Wesley | 2005–2016 | 162           |
| Tim Stulle         | 2009–2011 | 13            |

### Bekannte Spieler
- Maximilian Müller, deutscher Hockeynationalspieler (* 1987)
- Christopher Wesley, deutscher Hockeynationalspieler (* 1987)

## Tennis
Die Herren des NHTC erreichten in der Saison 2007 den Titel in der Bayernliga Gruppe Nord-Ost und stiegen in die Regionalliga Bayern auf. Die Damen belegten in der Saison 2007 einen Mittelfeldplatz in der Regionalliga Bayern.